# Ebonyi
Ebonyi – stan w południowej części Nigerii.
Ebonyi sąsiaduje ze stanami Cross River, Benue, Enugu i Abia. Jego stolicą jest Abakaliki. Powstał w 1996 po odłączeniu terenów ze stanów Abia i Enugu. Jest zamieszkany głównie przez członków ludu Ibo.
Stan ma charakter rolniczy. Uprawia się ryż, jam, ziemniaki, fasolę i kasawę. Na jego terenie znajdują się złoża niektórych surowców mineralnych, lecz nie są eksploatowane na wielką skalę. Pewną rolę w gospodarce regionu odgrywają pokłady soli na brzegach słonego jeziora Uburu.

## Informacje ogólne
- stolica: Abakaliki (267 386 mieszkańców)
- powierzchnia: 5 670 km²
- liczba mieszkańców: 2,5 mln (2012)
- gęstość zaludnienia: 435 os./km²
- ważniejsze miasta: Abiriba, Ishieke, Ama Okwe, Afikpo, Ezzangbo, Ezza
- gubernator: Martin Elechi (PDP)

## Podział administracyjny
Stan podzielony jest na 13 lokalnych obszarów administracyjnych:
| - Abakaliki - Afikpo North - Afikpo South - Ebonyi - Ezza North - Ezza South - Ikwo | - Ishielu - Ivo - Izzi - Ohaozara - Ohaukwu - Onicha |